# Ordre de la Concorde
Ordre de la Concorde (niem. Konkordien-Orden, Orden der Eintracht, pol. Order Zgody) – odznaczenie nadawane przez frankońską gałąź pruskich Hohenzollernów, panującą w Bayreuth, nadawane w latach 1660-1712.

## Historia
Piętnastoletni posiadacz tronu (odziedziczył go wieku lat 11) w margrabstwie Bayreuth Chrystian Ernest von Brandenburg-Bayreuth (1644-1712), wysłany przez opiekunów (Wielkiego Elektora Fryderyka Wilhelma Pruskiego i Albrechta, margrabiego Ansbach) w podróż po Europie, znalazł się w roku 1660 w Bordeaux i wziął udział w spotkaniu Ludwika XIV z królem Hiszpanii Filipem IV, przy którym pomyślnie rozstrzygnięto sporne kwestie graniczne i zawarto pokój między obydwoma mocarstwami. Jednocześnie nadeszła wiadomość, że w Rzeszy kurfirstowie zgodzili się obrać Leopolda I cesarzem. Uradowany tyloma pomyślnymi wieściami młodociany książę ustanowił swój Order Bransolety Zgody, zapewne rodzaj świeckiego zakonu rycerskiego, wkrótce jednak powrócił do swego państewka, ruszył na wojny tureckie, w czasie których się wsławił, i order został zapomniany. Wiele lat później, z okazji ustanowienia przez syna Jerzego Wilhelma orderu De la Sincérité (1705) stary margrabia, który żył w konflikcie z synem z powodu swego trzeciego małżeństwa, przypomniał sobie o istnieniu własnego orderu z czasów młodości i odnowił go, zmieniając jego insygnia. Siedem lat później zmarł i syn zlikwidował order, nadając kawalerom swoje odznaczenie De la Sincérité. W ten sposób Ordre de La Concorde stał się jednym z przodków Orderu Czerwonego Orła.

## Insygnia
Insygnium pierwotnego orderu z roku 1660 była wysadzana drogimi kamieniami bransoleta (Chrystian Ernest imitował tu Order Podwiązki) z napisem: "Concordant" ("Żyjmy w zgodzie"). Insygnium z roku 1705 to emaliowany na niebiesko krzyż maltański z czarnymi pruskimi na przemian z czerwonymi brandenburskimi orłami między ramionami, z literami: "CEES" w medalionie środkowym awersu, które były jednocześnie monogramami Chrystiana Ernesta i jego trzeciej żony Elżbiety Zofii Wirtemberskiej i nawiązywały do nowej dewizy orderu: "Constante et eternelle Sincérité" ("Stała i wieczna szczerość") – w ten sposób order ojca "wchłonął" order syna i stał się na siedem lat najznamienitszym orderem domowym frankońskich Hohenzollernów.